# 仁德系統交流道
仁德系統交流道位於臺灣臺南市仁德區，國道一號指標330k、台86線指標8k處。交流道型式為雙葉型，類似臺中交流道的設計，台86線左轉入國道一號均以環道設計連接。為三層立體構造，橋下有台86線側車道與市道177號貫穿其中，上層高架橋十字交會，下層道路也是十字交叉，但平面道路不能與高快速公路互通。
國道一號南出與北出匝道接台86線東向，最外側車道可直接下台86線上崙交流道，類似鼎金系統交流道民族路匝道的功能。
|            | 330 仁德系統 |  | 關廟 台南 |
| 高鐵站     | 330 仁德系統 |  |           |
| 臺南航空站 | 330 仁德系統 |  |           |
|            | 8 仁德系統   |  | 仁德 路竹 |

## 外部連結
- 國道一號仁德系統交流道動線圖 （页面存档备份，存于）（交通部高速公路局）
- 台86線仁德系統交流道動線圖 （页面存档备份，存于）（交通部公路總局）